# Schwarz Digits
Schwarz Digits ist die Digital- und IT-Sparte der Schwarz Gruppe, zu der auch Lidl, Kaufland, Schwarz Produktion und Prezero gehören. Sie wurde 2023 gegründet und bündelt die digitalen Aktivitäten des Konzerns. Dazu gehören unter anderem die Marken Schwarz IT, Schwarz Digital, der Cloud-Anbieter STACKIT, der Cybersicherheitsdienstleister XM Cyber, Kaufland e-commerce, Lidl e-commerce, Schwarz Media und mmmake.
Aktiv beteiligt ist Schwarz Digits in Aleph Alpha (Künstliche Intelligenz) und Wire (Instant Messenger).

## Cloud Computing
STACKIT ist die Cloud-Plattform der Schwarz-Gruppe und gehört ebenfalls zu Schwarz Digits. Ursprünglich als interne Infrastruktur für Lidl und Kaufland aufgebaut, bietet STACKIT seit 2022 auch externen Kunden aus Wirtschaft und Verwaltung Cloud-Dienste an, darunter Speicher-, Rechen- und Netzwerkkapazitäten aus deutschen Rechenzentren.
Das Unternehmen positioniert sich als europäische Alternative zu US-Anbietern wie Amazon Web Services oder Microsoft Azure. Der Fokus liegt auf digitaler Souveränität und Datenschutz: Daten sollen ausschließlich in Deutschland verarbeitet werden und europäischen Rechtsstandards unterliegen. Gemeinsam mit SAP baut STACKIT eine deutsche Hyperscaler-Infrastruktur auf, in die Milliardenbeträge investiert werden sollen.
2024 wurde Bernd Wagner von Google Cloud in Deutschland abgeworben und als neuer CEO von STACKIT eingesetzt. Zur Erweiterung errichtet Schwarz Digits bis 2027 ein großflächiges Rechenzentrum im brandenburgischen Lübbenau. Auf einem 13 Hektar großen Gelände eines ehemaligen Kraftwerks sollen künftig Daten des Konzerns sowie externer Kunden verarbeitet und gespeichert werden.
Im März 2025 kündigte das Bundesamt für Sicherheit in der Informationstechnik (BSI) eine Kooperation mit Schwarz Digits zur Entwicklung souveräner Cloud-Lösungen für die öffentliche Verwaltung an.

## Cyber Security
XM Cyber ist ein israelisches Cybersicherheitsunternehmen, das 2021 für rund 700 Millionen Dollar von der Schwarz Gruppe übernommen und in Schwarz Digits eingegliedert wurde. Das Unternehmen wurde von ehemaligen Mossad-Mitgliedern gegründet und ist auf die Simulation realer Cyberangriffe spezialisiert. Die Technologie identifiziert potenzielle Schwachstellen in IT-Systemen, indem sie Angriffswege kontinuierlich analysiert und priorisiert.
Die Sicherheitslösungen von XM Cyber werden nicht nur innerhalb der Schwarz Gruppe eingesetzt, sondern auch extern vermarktet. Zu den Kunden zählen laut Medienberichten unter anderem die Commerzbank, SAP und der FC Bayern München.
Die jährlich in Heilbronn stattfindende Cyber Security Conference bringt Fachleute aus Wirtschaft, Forschung und Politik zusammen, um Strategien gegen zunehmende Cyberangriffe zu diskutieren. Im Fokus stehen Lösungen für digitale Sicherheit, insbesondere mit Blick auf Datenschutz, kritische Infrastruktur und Unternehmensresilienz.

## Künstliche Intelligenz
Als Teil der Schwarz Gruppe hat Schwarz Digits gemeinsam mit anderen Unternehmen wie Bosch und SAP rund eine halbe Milliarde Euro in Aleph Alpha investiert. 2025 wurde bekannt gegeben, dass neben Mitgründer Jonas Andrulis, nun auch Reto Spörri, Vorstand von Lidl E-commerce und Bereichsvorstand bei Schwarz Digits, Aleph Alpha leiten wird.
Seit 2025 wird ein Produkt zum Trainieren und Anwenden von KI-Modellen von Aleph Alpha als Software-as-a-Service über die STACKIT Cloud angeboten. 2025 bewarb man sich außerdem gemeinsam mit der Deutschen Telekom, Ionos, SAP und Siemens für eine EU-Förderung beim Bau eines großen Rechenzentrums ausgelegt auf Rechenleistung für Künstliche Intelligenz. Eine Einigung konnte man allerdings nicht erzielen, weshalb sich die Unternehmen teilweise gesondert für den Bau bewerben.
2025 wurde Schwarz Digits des Weiteren als Partner einer vom baden-württembergischen Innenminister Thomas Strobl angestoßenen Initiative zur Entwicklung einer europäischen Analysesoftware benannt, die als Alternative zur US-Software Gotham von Palantir angedacht ist. Neben Schwarz Digits beteiligt sich auch Airbus Defence and Space.

## Öffentlichkeit
Neben Prezero wird Schwarz Digits 2024 als „Offizieller Cyber Security Partner“ mit XM Cyber und „Offizieller Cloud Service Partner“ mit STACKIT Sponsor vom VfB Stuttgart. Seit 2025 wirbt Bundestrainer Julian Nagelsmann für Schwarz Digits und digitale Souverenität in Deutschland.
Gemeinsam mit dem Handelsblatt richtet Schwarz Digits die TECH 2025 in Heilbronn aus. Bei der Konferenz kommen Größen aus Wirtschaft, Politik und Wissenschaft zusammen, um darüber zu diskutieren, wie Europa sicherer und innovativer werden kann.
Schwarz Digits ist Teil vom Netzwerk des Innovationspark Künstliche Intelligenz.